# Kliment Kolesnikov
Kliment Andrejevitj Kolesnikov (russisk: Климент Андреевич Колесников tr. Kliment Andrejevitj Kolesnikov ; født 9. juli 2000) er en russisk svømmer.
Kolesnikov vandt sølv i 100 meter ryg og bronze i 100 meter fristil ved sommer-OL 2020 i Tokyo.